# Frans Coenen (schrijver)

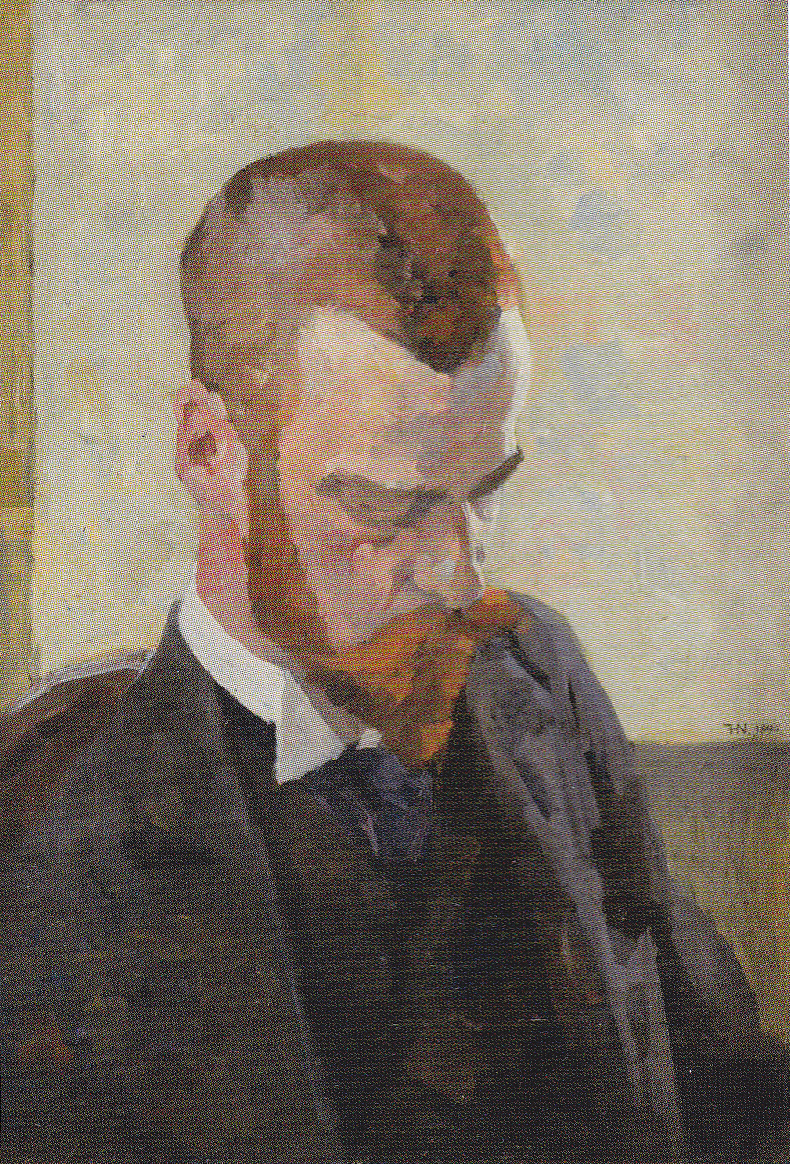
Portret van Coenen door Ferdinand Hart Nibbrig, 1894.

Frans Coenen (jr.) (Amsterdam, 24 april 1866 – aldaar, 23 juni 1936) was een Nederlandse naturalistische schrijver, essayist, literatuurcriticus en museumconservator.

## Leven en werk
Frans Coenen was de tweede zoon van de componist Frans Coenen sr. (een van de oprichters van het Amsterdamsch Conservatorium) en Anna Maria van El. Hij groeide als kind enigszins geïsoleerd op doordat hij leed aan astma. In 1886 begon hij in Amsterdam aan een studie rechtsgeleerdheid, die in 1892 werd afgesloten met zijn promotie op het proefschrift De Fransche wet tot bescherming van verwaarloosde en mishandelde kinderen. Hieruit blijkt een sterke sociale bewogenheid. Eerder al had Coenen in zijn dagboeken blijk gegeven van een neiging tot melancholie en sterke zelftwijfel.
Na een korte onbevredigende periode als journalist bij het Rotterdamsch Nieuwsblad was hij van 1894 tot 1910 recensent voor toneel, muziek en schilderkunst bij de Opregte Haarlemsche Courant. Ook ging hij meewerken aan De Kroniek, het tijdschrift van Pieter Lodewijk Tak. Daarnaast werd hij in 1895 conservator van het Huis Willet-Holthuysen aan de Herengracht in Amsterdam.
Hij huwde op 11 oktober 1899 met Louise Sophia Vischer. Zij hadden geen kinderen, omdat de depressieve Coenen dat niet wilde. Het huwelijk was daardoor niet gelukkig. Ernaast had hij liefdesrelaties, zoals met Carry van Bruggen, Marie Anne Tellegen en Clare Lennart. De naturalistische romans en novellen die hij in de jaren 1892 - 1905 publiceerde, getuigen van een sombere geest. Zijn personages hebben gevoelens van verveling en doodsverlangen. Titels als Verveling, Een zwakke, Bleeke levens en In duisternis spreken in dit opzicht boekdelen. Zijn beste en bekendste werk uit deze periode is Zondagsrust, waarin het uitzichtloze en kleingeestige leven van een gezin in een volksbuurt wordt beschreven.
Na 1905 schreef Coenen nauwelijks meer fictioneel proza. Hij was onder de invloed geraakt van de ideeën van Hegel, die door Gerard Bolland in Nederland werden verspreid. Bij deze filosofen vond hij een andere kijk op het leven dan bij het determinisme van de naturalisten, waardoor hij met wat meer vertrouwen in de wereld stond en ook meer de sociale bewogenheid toonde die al uit zijn proefschrift was gebleken. Hij was lid van de SDAP, al heeft hij zich nooit een vooruitstrevend partijlid getoond. Daarvoor was hij een te individualistische persoonlijkheid. In de jaren dertig werd hij, samen met Jan van Nijlen, Jan Greshoff en Simon Vestdijk, redacteur van het literair tijdschrift Groot Nederland.
In 1936, kort voor zijn dood, schreef hij Onpersoonlijke herinneringen, de kroniek van het huis Willet-Holthuysen waarvan hij de conservator was. Deze beknopte familiegeschiedenis is weleens vergeleken met (het veel omvangrijkere) Buddenbrooks van Thomas Mann en geldt als Coenens beste werk.

## Werkenlijst (selectie)
- Verveling (1892)
- Studies (1894)
- Een zwakke (1896)
- Bleeke levens (1899)
- Zondagsrust (1902)
- In duisternis (1903)
- Vluchtige verschijningen (1903)
- Burgermenschen (1905)
- Schetsen (1908)
- Charles Dickens en de romantiek (1911)
- Studiën van de Tachtiger beweging (1924)
- Reizen, een uitweiding en inwijding (1929)
- Onpersoonlijke herinneringen (1936)

## Over Frans Coenen
- K.F. Proost: Frans Coenen. Een beeld van zijn leven en zijn werk. Van Loghum Slaterus, Arnhem, 1958. 234 p.
- Jan Fontijn, Gideon Lodders: Frans Coenen. De Engelbewaarder 20, Amsterdam, 1981. 232 p.